# Pierre Savy
Pour les articles homonymes, voir Savy.
Pierre Savy est un homme politique français né le 8 avril 1784 à Périgueux (Dordogne) et mort le 13 juillet 1871 à Chantérac (Dordogne).

## Biographie
Avocat à Douzillac, d'opinions libérales, il est conseiller général et député de la Dordogne de 1848 à 1849, siégeant à droite.

## Sources
- « Pierre Savy », dans Adolphe Robert et Gaston Cougny, Dictionnaire des parlementaires français, Edgar Bourloton, 1889-1891 [détail de l’édition]